# Makallé
Makallé est une ville de la province du Chaco, en Argentine, et le chef-lieu du département de General Donovan.
Elle porte ce nom en référence à une bataille pour la conquête de l'Abyssinie par les troupes italiennes au XIXe siècle, la ville ayant été fondée par des colons italiens.